# 莱瑟
莱瑟（法語：Lesseux，法語發音：[lɛsø] ⓘ）是法国大東部大區孚日省的一个市镇，属于孚日圣迪耶区。

## 地理
莱瑟（48°17'6"N, 7°4'58"E）面积2.94 平方千米，位于法国大東部大區孚日省，该省份为法国东北部内陆省份，北起默兹省和默尔特-摩泽尔省，西接上马恩省，南至上索恩省和贝尔福地区省，东临上莱茵省和下莱茵省。
与莱瑟接壤的市镇（或旧市镇、城区）包括：孔布里蒙、弗拉佩勒、吕斯。

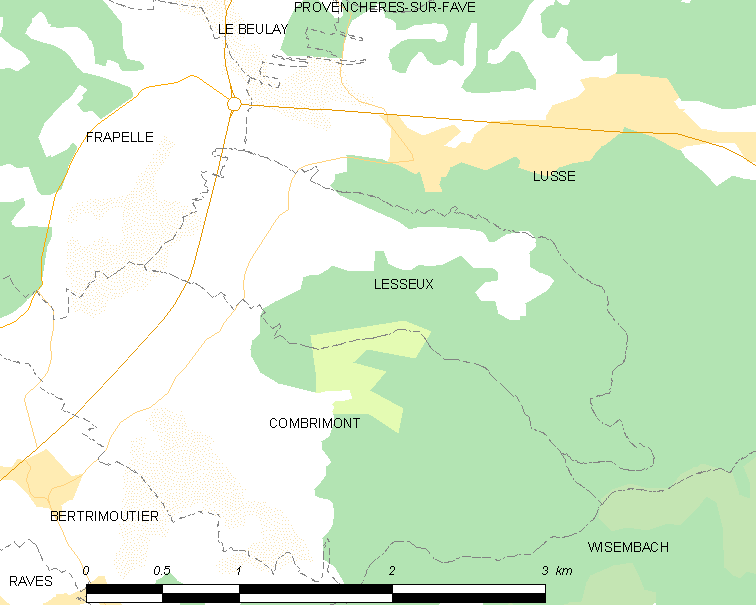
莱瑟的OSM定位图

莱瑟的时区为UTC+01:00、UTC+02:00（夏令时）。

## 行政
莱瑟的邮政编码为88490，INSEE市镇编码为88268。

## 政治
莱瑟所属的省级选区为孚日圣迪耶第二县。

## 人口

1962-2008年间莱瑟人口变化图示

莱瑟于2022年1月1日时的人口数量为138人。